# 하르키우 주정부 청사 공습
하르키우 주정부 청사 공습은 2022년 3월 1일 러시아군이 하르키우시에 있는 하르키우주의 정부 행정 건물을 공격했을 때 발생했다.

## 공중 공격
하르키우 정부 건물에 대한 공격은 북서쪽에서 오는 러시아 적군에 맞서 하르키우 전투 (2022년)를 벌이는 중에 발생했다.
3월 1일 오전 8시와 8시 13분(EET), 러시아군은 행정부 건물을 향해 미사일 2발을 발사했다. 이로 인해 29명이 사망하고, 건물 오른쪽 건물이 파손되고, 자유의 광장 일대 인근 구조물이 심각한 피해를 입었다. 2022년 6월 정부청사는 복원대상이 아닌 것으로 인정됐다.
2022년 8월 28일, 러시아군은 벨고로드주에서 발사된 S-300 탄도미사일 2발로 건물을 다시 공격했다. 첫 번째는 행정동 오른쪽 건물 근처에 분화구를 만들었고, 두 번째는 뒤쪽의 3층 구조물에 부딪혔다. 해당 공격 이후 사상자는 발생하지 않았다.

## 같이 보기
- 미콜라이우 주정부 청사 공습
- 2022년 2월 하르키우 집속탄 폭격